# Bitka pri Hattinu
Bitka pri Hattinu se je odvila 4. julija 1187 med vojskami križarskih držav Levanta in silami ajubidskega sultana Saladina. Znana je tudi kot bitka pri Hattinskih rogovih zaradi oblike bližnjega ugaslega vulkana z istim imenom. 
Muslimanske vojske pod Saladinom so zajele ali ubile veliko večino križarskih sil, s čimer so jim onemogočile nadaljevanje vojne z Ajubidskim kalifatom. Neposredna posledica bitke je bila, da so muslimani ponovno postali ugledna vojaška sila v Sveti deželi in ponovno zavzeli Jeruzalem in večino drugih mest in gradov v posesti križarskih držav.  Poraz krščanskih vojsk je spodbudil tretjo križarsko vojno, ki se je začela dve leti po bitki pri Hattinu. 

## Ozadje
Guy Lusignanski  je leta 1186 prek pravic svoje žene Sibile po smrti njenega sina Baldvina V. postal kralj Jeruzalemskega kraljestva. Kraljestvo je bilo politično razdeljeno med Guyevo "dvorno frakcijo", ki so jo sestavljali Sibila in relativni novinci v kraljestvu, med njimi Raynald Châtillonski, Gerard Ridefortski in templjarji, in "plemiško frakcijo", ki jo je vodil Rajmond III. Tripolijski, regent pokojnega Baldvina V. Slednji je nasprotoval Guyevemu nasledstvu. Rajmond III. Tripolijski je podprl zahteve Sibiline polsestre Izabele in Izabelinega moža Humphreya IV. Toronskega ter rivalsko frakcijo pripeljal v dvorno stranko. Odprt boj med frakcijama je preprečil Humphrey Toronski, ki je prisegel zvestobo Guyu, s čimer se je končal spor o nasledstvu. 
V ozadju teh razprtij je Saladin leta 1169 postal egiptovski vezir in leta 1174 zavzel Damask in leta 1183 še Alep. Obvladoval je celotno južno in vzhodno mejo križarskih držav ter združil svoje podložnike pod zastavo islama in jih prepričal, da bo vodil sveto vojno za izgon krščanskih Frankov iz Jeruzalema. Saladin je s Franki pogosto sklepal strateška premirja, ko je moral reševati politične probleme v muslimanskem svetu, in eno takšnih sklenil leta 1185. 
Med Franki so se širile govorice, da je Rajmond III. Tripolijski sklenil sporazum s Saladinom, po katerem bi ga Saladin v zameno za mir postavil za kralja Jeruzalema. To govorico je omenil tudi islamski kronist Ibn al-Asir, ni pa jasno, ali je bila resnična, res pa je, da se je Rajmond III. zagotovo obotavljal spustiti v boj s Saladinom.  
Leta 1187 je Rajnald Châtillonski napadel muslimansko karavano na romanju v Meko, čeprav je bilo premirje s Saladinom še vedno v veljavi. Saladin je prisegel, da bo Rajnalda zaradi kršitve premirja ubil, in poslal svojega sina Al-Afdala in emirja Gokborija napast frankovska ozemlja okoli Akre. Gerard Ridefortski in templjarji so se maja 1187 spopadli z Gokborijem v bitki pri Cressonu in bili težko poraženi. Templjarji so izgubili približno 150 vitezov in 300 pešcev, ki so predstavljali velik del jeruzalemske vojske. Izgube in moralna škoda zaradi poraza so zagotovo prispevale k porazu križarjev pri Hattinu.
Julija je Saladin oblegal Tiberijo, kjer je bila ujeta Rajmondova žena Eskiva Burska. Rajmond III. je menil, da se Guy ne sme spopasti s Saladinom in da Saladin ne bo mogel zadržati Tiberije, ker njegove čete ne bodo zdržale dolge ločitve od svojih družin. Guyu so tudi hospitalci svetovali, naj ne izziva Saladina. Gerard Ridefortski je v nasprotju z njimi Guyu svetoval, naj napade Saladina, in Guy je upošteval njegov nasvet. Poteza je bila zelo tvegana, saj je za obrambo Jeruzalema v mestu pustil le nekaj vitezov.

## Obleganje Tiberije
Konec maja 1187  je Saladin zbral največjo vojsko, ki ji je kdaj poveljeval. Štela je približno 40.000 mož, vključno s približno 12.000 rednimi konjeniki. Po njenem pregledu v Tell Aštarju je 30. junija prečkal reko Jordan,  kjer so se mu nepričakovano pridružili druzi iz Sarahmula pod vodstvom Džamala ad-Din Hadžija, čigar oče Karama je bil dolgoletni zaveznik Nur ad-Dina Zengija.  Mesto Sarahmul so križarji večkrat oropali in se po besedah Džamala ad-Dina Hadžija celo dogovorili z Asasini, da so ubili njegove tri starejše brate. Saladinova vojska je bila organizirana kot glavnina in dvema kriloma. Glavnini je poveljeval Saladin, kriloma pa Gokbori in Saladinov nečak al-Muzafar Omar.
Križarska vojska se je zbrala v La Saforiji, na prostoru z majhnim gradom, ki je že prej služil kot zbirno mesto v primeru muslimanskega napada z vzhoda. Vojska je štela približno 18.000–20.000 mož, vključno z 1200 vitezi iz Jeruzalema in Tripolija ter 50 iz Antiohije. Čeprav je bila vojska manjša od Saladinove, je bila še vedno večja od tistih, ki so jih običajno zbrali križarji. Po nekaterih evropskih virih je bilo poleg vitezov prisotnih tudi veliko lahkih konjenikov in morda 10.000 pešcev, ki so jih dopolnjevali samostrelci iz italijanske trgovske flote in najemniki, plačani iz sredstev, ki jih podaril angleški kralj Henrik II. Vojaški prapor je bila relikvija Pravega križa, ki jo je nosil škof Akre, poslan v imenu bolnega patriarha Heraklija.
Saladin se je odločil, da bo Guya zvabil iz njegovega varnega utrjenega tabora s pomembnim lokalnim virom pitne vode. 2. julija je Saladin osebno vodil napad na Rajmondovo trdnjavo Tiberijo, medtem ko je glavnina njegove vojske ostala v Kafr Sabtu. Tiberijska garnizija  je poskušala prepričati Saladina, naj opusti obleganje, vendar ji to ni uspelo. Napadalci so v enem dnevu minirali in porušili enega od obrambnih stolpov in vdrla v mesto. Pobila je nekaj branilcev in nekaj ujela. Rajmondova žena Eskiva  se je s preživelimi frankovskimi branilci umaknila v citadelo.
Muslimanska vojska je 3. julija začela kopati tunel je miniranje citadele, ko je Saladin izvedel, da je križarska vojska krenila iz svojega tabora. Križarji so očitno nasedli njegovi zvijači.

## Bitka
3. julija se je frankovska vojska odpravila proti Tiberiji. Na pohodu so jo stalno nadlegovali muslimanski lokostrelci. Prečkala je Turanske izvire vode, ki so bili povsem nezadostni za oskrbo tako velike vojske. Ko je Rajmond Tripolijski ugotovil, da vojska do noči ne bo dosegla Tiberije, sta s z Guyem dogovorila, da zavijeta proti izviru Kafr Hattin, oddaljenim le 9,7 km. Od tam bi lahko naslednji dan nadaljevala pohod do Tiberije. Načrt jim je preprečila muslimanska vojska in ju prisilila, da se utaborita na sušni planoti blizu vasi Meskenah. Muslimani so tabor obkolili in pričakovali skorajšnjo zmago. Križarska vojska je bila izčrpana, žejna in demoralizirana. 
Zjutraj 4. julija je križarje zaslepil dim goreče trave in ognjev, ki so jih zanetili nasprotniki, potem pa so jih začeli obstreljevati lokostrelci. Žejni in demoralizirani križarji so razdrli tabor in krenili proti izvirom pri Hattinu, vendar jim je muslimanska vojska blokirala dostop do njih in umik. Križarji so se dvakrat poskušali prebiti do Tiberijskega (Galijejskega) jezera. Drugi preboj mu je uspel. Dosegel je jezero in se od tam prebil v Tir.
Po Rajmondovem pobegu je bil Guyev položaj še bolj obupen. Večina krščanske pehote je dejansko dezertirala, ko je množično pobegnila na Hattinske rogove, kjer v bitki ni več sodelovala. Zaradi žeje in ran je bilo brez odpora ubitih veliko Guyevih mož,  preostali pa so bili ujeti. Njihov položaj je bil tako brezupen, da je pet Rajmondovih vitezov odšlo k muslimanskim voditeljem in jih prosilo, naj jih na usmiljen način usmrtijo. Krščanski vitezi in konjeniki so se še nekaj časa neorganizirano borili in bili nazadnje razbiti in poraženi.

## Posledice

### Izgube moštva
Zaplenjeni Pravi križ naj bi obrnjen navzdol pritrdili na sulico in poslali v Damask.
Kralja Guya Lusignanskega so kot ujetnika odpeljali v Damask in ga leta 1188 osvobodili. Druge ujete plemiče so sčasoma odkupili.
Po usmrtitvi Raynalda Chatillonskega so na Saladinov ukaz drugim ujetim baronom prizanese in z njimi ravnali humano. Vseh 200 ujetih templjarjev in hospitalcev je bilo usmrčenih. Izjema je bil veliki mojster templjarjev. Usmrtitve so se izvrševale z obglavljenjem.  
Obglavljeni so bili tudi vsi turkopoli, najeti lokalni konjeniški lokostrelci. Saladin je bil prepričan, da so bili turkopoli v krščanstvo spreobrnjeni muslimani, ker bi jih sicer po islamskih in ajubidskih zakonih ne smel usmrtiti. Zgodovinarji menijo, da so bili turkopoli večinoma spreobrnjeni Turki in Arabci.
Preostali ujeti vitezi in vojaki so bili prodani v suženjstvo. Eden od njih naj bi bil kupljen v Damasku za nekaj parov sandalov. Ujeti visoko rangirani frankovski baroni, za katere so pričakovali odkupnino, so bili zadržani v Damasku in so z njimi dobro ravnali. Nekaj Saladinovih mož je po bitki zapustilo vojsko in s seboj kot sužnje vzelo nižje rangirane frankovske ujetnike.

### Padec križarskega kraljestva
V nedeljo, 5. julija 1187, je kraljica Eskiva predala Saladinu tiberijsko citadelo. Njej je bilo dovoljeno, da se z vso družino, dvorjani in imetjem odpravi v Tripoli. Rajmond Tripolijski, ki je pobegnil iz bitke, je pozneje leta 1187 umrl zaradi plevritisa.
Križarji so bili s svojo preostalo vojsko komaj 20.000 mož prisiljeni zmanjšati posadke v svojih gradovih in utrjenih naselij. Težak poraz pri Hattinu je pomenil, da jim je ostalo malo rezerv za obrambo pred Saladinovimi silami. Iz bitke je pobegnilo le približno 200 vitezov. Izgubili so dvainpetdeset mest in utrdb. Do sredine septembra je Saladin zavzel Akro, Nablus, Jaffo, Toron, Sidon, Bejrut in Aškelov. Tir je rešil prihod Konrada Montferraškega, ki je z velikimi izgubami odbil Saladinovo obleganje. Jeruzalem so branili kraljica Sibila, latinski patriarh Heraklij Jeruzalemski in Balijan, ki se je nato 2. oktobra pogajal o njegovi predaji Saladinu.

### Pomen v zgodovini križarskih vojn
Po besedah kronista Ernoula je novica o porazu, ki ga je v Rim prinesel tirski nadškof Joscij, povzročila, da je papež Urban III. od šoka umrl. Urbanov naslednik, papež Gregor VIII., je v nekaj dneh po svoji izvolitvi izdal bulo Audita tremendi, s katero je pozval k novi križarski vojni. V Angliji in Franciji je bila uvedena Saladinova desetina za zbiranje sredstev za novo križarsko vojno. Tretja križarska vojna se je začela šele leta 1189, vendar je bila zelo uspešna vojaška operacija, s katero so bile obnovljene številne krščanske posesti. Krščanska oblast v Sveti deželi je ostala ranljiva do bitke pri La Forbieju leta 1244, se pravi 57 let po bitki pri Hattinu, ki je zaznamovala dokončen propad križarske vojaške moči v Prekomorju.